# Клемм, Отто
Густав Отто Клемм (нем. Gustav Otto Klemm; 8 марта 1884, Лейпциг — 5 января 1939, Лейпциг) — немецкий психолог и философ, профессор прикладной психологии Лейпцигского университета; член НСДАП (1933).

## Биография
Густав Отто Клемм родился 8 марта 1884 года в семье бухгалтера Рудольфа Клемма и его жены Хелен. С 1890 по 1894 год Отто посещал Вторую гражданскую школу, а с 1894 по 1903 год — гимназию «Thomasgymnasium» в Лейпциге. В 1903—1906 годах он изучал психологию, философию, физику и математику в Мюнхенском и Лейпцигском университетах; в 1906 году, под руководством Вильгельма Вундта и Макса Хайнце (Maximilian Heinze, 1835—1909), Клемм стал кандидатом наук. Защитил докторскую диссертацию в 1909 году. С 1906 по 1923 год являлся ассистентом в Институте экспериментальной психологии в Лейпциге, а в 1914 — стал экстраординарным профессором философии.
В 1923 году Отто Клемм был назначен профессором прикладной психологии в университете Лейпцига. С 1933 по 1939 год являлся членом Германского общества психологии (DGPs). С 1933 года Клемм состоял в НСДАП: 11 ноября был среди более 900 ученых и преподавателей немецких университетов и вузов, подписавших «Заявление профессоров о поддержке Адольфа Гитлера и национал-социалистического государства». С 1934 года являлся одним из редакторов журнала прикладной психологии («Zeitschrift für angewandte Psychologie»). С 1937 по 1939 год Клемм временно возглавлял психологический институт Лейпцигского университета. Покончил с собой 5 января 1939 года.

## Работы
- Sinnestäuschungen. Dürr, Leipzig 1919.
- Pädagogische Psychologie. F. Hirt, Breslau 1933.